# Chiesa di Santa Margherita Vergine e Martire (Maddaloni)
La Chiesa di santa Margherita, intitolata a  santa Margherita di Antiochia di Pisidia, è una chiesa di fondazione medievale in Maddaloni.

## Ubicazione
La chiesa sorge nello storico quartiere dei "Formali", che prende il nome dall'acquedotto cosiddetto di Carmignano, realizzato dal 1628 e che transitò per Maddaloni alimentando, tra le altre, le fontane del palazzo ducale dei Carafa.
Il quartiere dei Formali è ai piedi e in parte sulle pendici orientali del colle dove sorgono il castello di Maddaloni (col mastio normanno e le sue due torri isolate inferiore e superiore).

## Notizie storiche e documentarie
Le origini della chiesa di santa Margherita sono ad oggi ancora sconosciute. La prima notizia indiretta è nel 1323 in un documento in cui è citata la via che prende il nome della santa e, quindi, dalla chiesa allora già esistente, come è stato supposto a ragione.

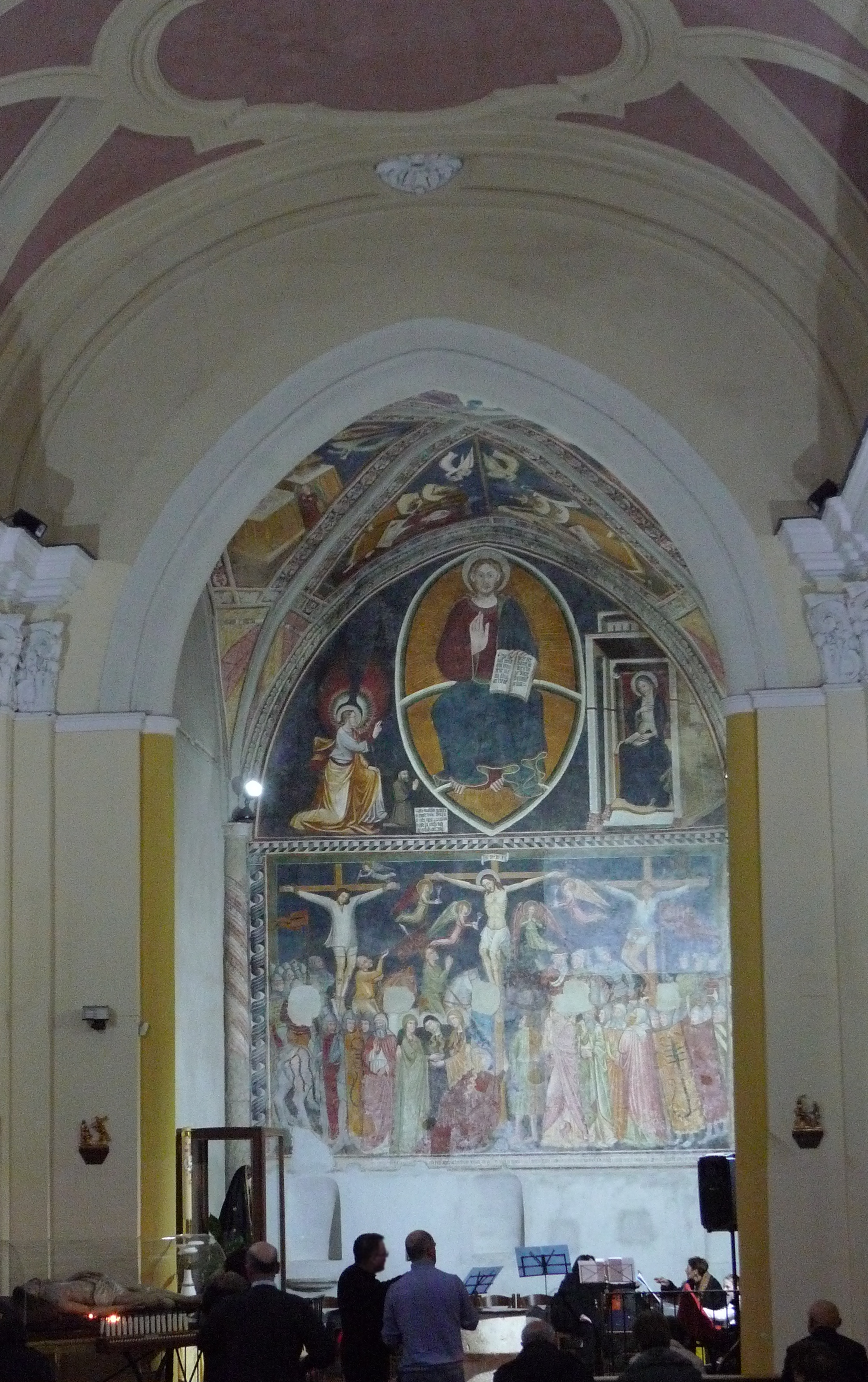
Cappella di san Leonardo

La prima citazione è nel 1327 nelle decime versate dalle chiese della Diocesi di Caserta al papa.
Nel 1509 fu aggregata al Capitolo. Dal 1620, fu stabilmente visitata nelle Visite Pastorali della Diocesi di Caserta.

## Datazione, struttura architettonica e interventi di restauro
Concordemente si ritiene che la struttura muraria della chiesa sia ancora quella originaria, come già affermato per primo da de Sivo. Dopo il lungo restauro seguito al terremoto del 1980, sono stati ritrovati e valorizzati gli elementi gotici che confermano l’ipotesi della erezione nel Trecento: il grande portale archiacuto, con strombatura e architrave ad arco ribassato realizzati in tufo, diverse finestre (archiacute e rettangolari) aperte lungo le pareti, la cornice del portale più piccolo.
Un'altra monofora archiacuto (tompagnata prima del 1408, visto che è sottoposta agli affreschi) apparve nel 1983 durante i lavori di restauro.
Secondo de Sivo (che probabilmente legge senza citarlo un documento non precisato) la struttura originaria fu, come oggi, ad unica navata. Due cappelle voltate (oggi scomparse e sostituite da una navata) erano verso la parete Nord della navata principale. Inoltre, l’altare maggiore era ad Est, dov'è la cappella di San Leonardo.
La chiesa fu radicalmente restaurata nel corso del secolo 1700, in un periodo, con la committenza e la progettazione ancora da definire e precisare. Fu ribaltato l’orientamento, spostando l'altare maggiore ad Ovest, fu volta a incannucciata la navata unica, furono rifatte le decorazioni in stucco delle pareti, della volta e degli altari..

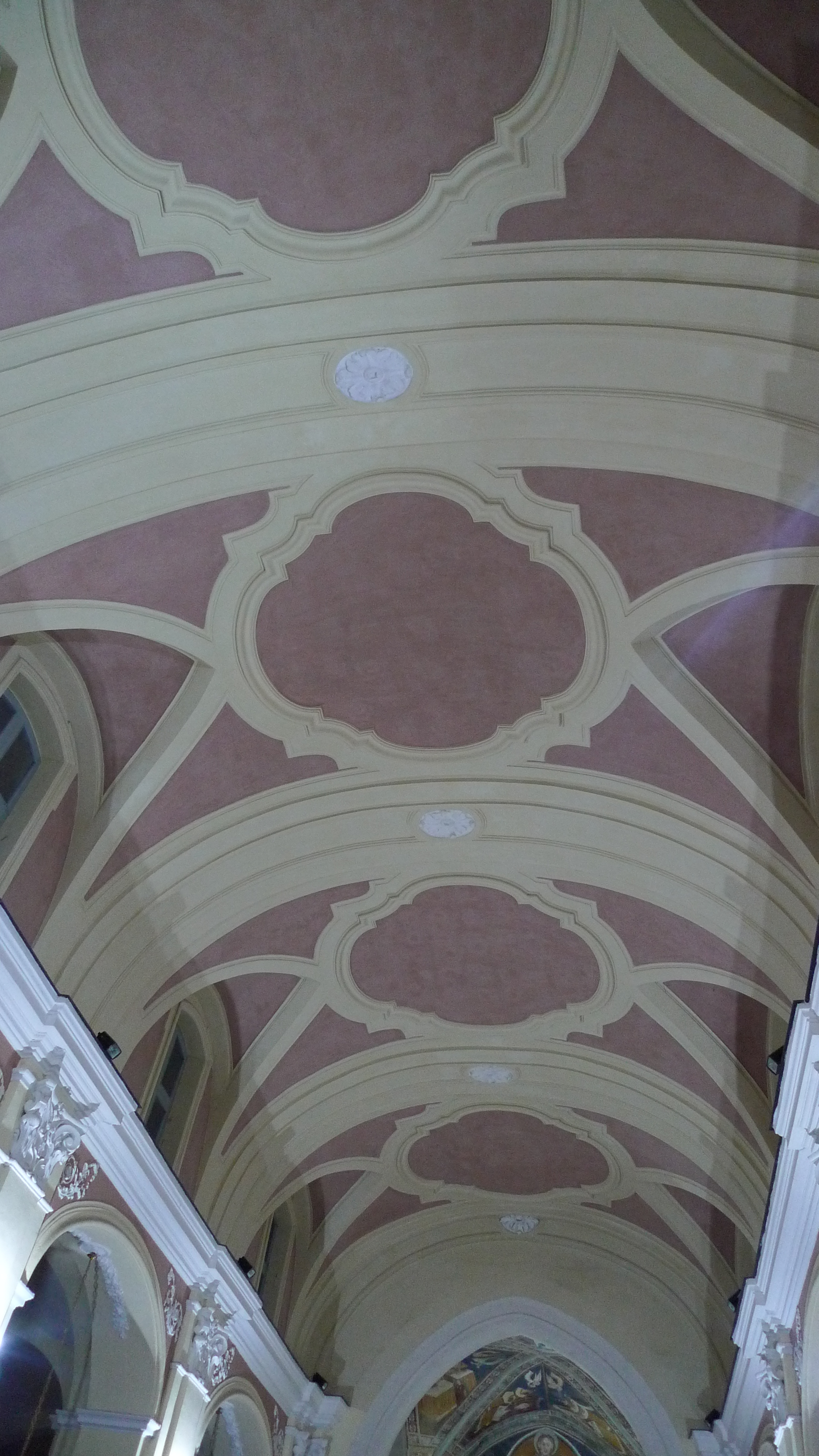
Volta della navata

## Facciata e campanile
La chiesa ha pianta rettangolare, allungata con il prospetto di maggiore dimensione lungo la strada. L'unico libero dei due prospetti minori è del tutto disadorno. Quindi, è il fianco laterale sinistro a fungere da facciata almeno successivamente al restauro del secolo 1700. Su questa parete si affiancano (partendo dallo spigolo occidentale che sembra avere elementi di riuso) un portale a tutto steso in tufo, il portale archiacuto con architrave ad arco ribassato tutto in tufo (tompagnato) e il portale attuale, rettangolare, con cornice in pietra, aperto al di sotto di un arco ribassato, sormontato da un timpano triangolare, di impianto neoclassico ottocentesco.

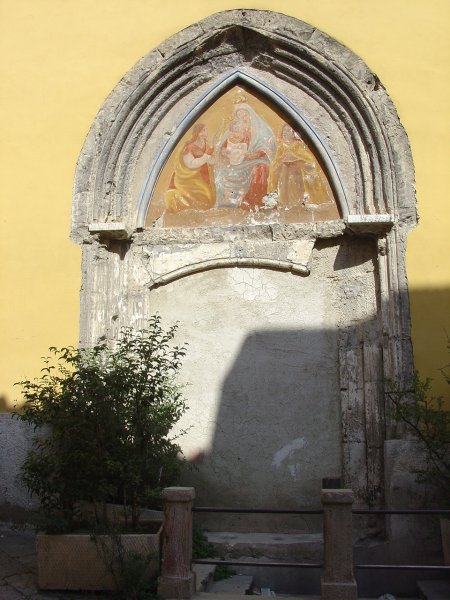
Portale gotico

La lunetta dell'arco reca un affresco (forse 1730 - 1740) raffigurante la Madonna col Bambino, santa Margherita e San Giovanni Battista.
Il campanile si eleva immediatamente in contiguità a destra dell’attuale ingresso. Ha a quattro livelli, il primo cieco, i due centrali aperti da arcate a tutto sesto, l'ultimo recante un cuspide maiolicata. Per ragioni stilistiche è certamente opera del secolo 1700, probabilmente a cavallo della metà del secolo.

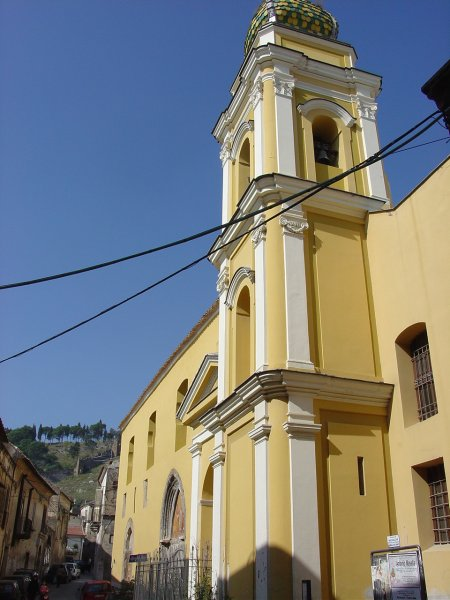
Campanile e facciata

## Interno
L'interno è a navata unica coperta da una volta ribassata, ritmata da arcate cieche ribassate (che definiscono l'ingresso e gli altari) sulla parete sinistra e con arcate aperte ribassate che aprono su una sorta di navata laterale destra, originariamente strutturata in cappelle, forse sfondate (cioè comunicanti). Volte e pareti sono decorate da stucchi bianchi.

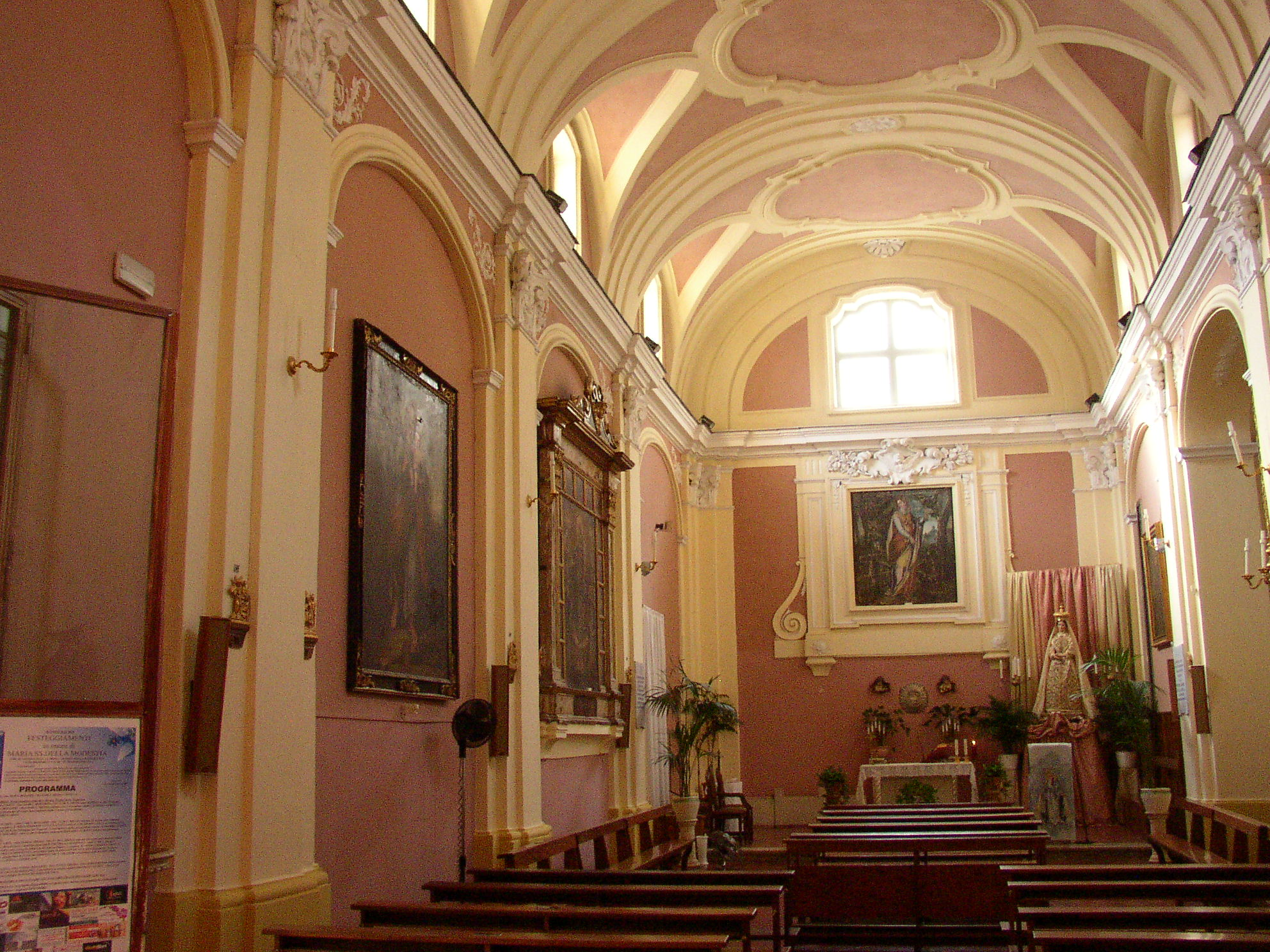
Navata verso l'altare maggiore

A destra dell’ingresso attuale si apre la cappella gotico di san Leonardo, aperta sulla navata da un grande arco trionfale ogivale.

## Gli affreschi del 1408 - 1409
La cappella gotica è dedicata a san Leonardo, come attesta la pergamena esposta alla visione di chi guarda nell'affresco in alto a sinistra di chi entra, il cui testo fu trascritto per primo da de Sivo.
Gli affreschi della parete di fondo e della volta sono datati al 1408 (Annunciazione e volta) e Crocefissione (1409) grazie alle iscrizioni dipinte riportate nelle opere.
Lunga è stata la storia critica degli affreschi delle due pareti dalla prima citazione di de Sivo. La volta e la parete sinistra sono oggi riconosciuti opera di Nicola da Caserta.
Gli affreschi della parete di fondo furono commissionati da Masello Guerra, raffigurato ai piedi dell’Arcangelo Gabriele con il cartiglio descrittivo recante il suo nome e la data. La parete di fondo presenta un Cristo pantocratore in una mandorla al centro che separa le due parti di una Annunciazione.

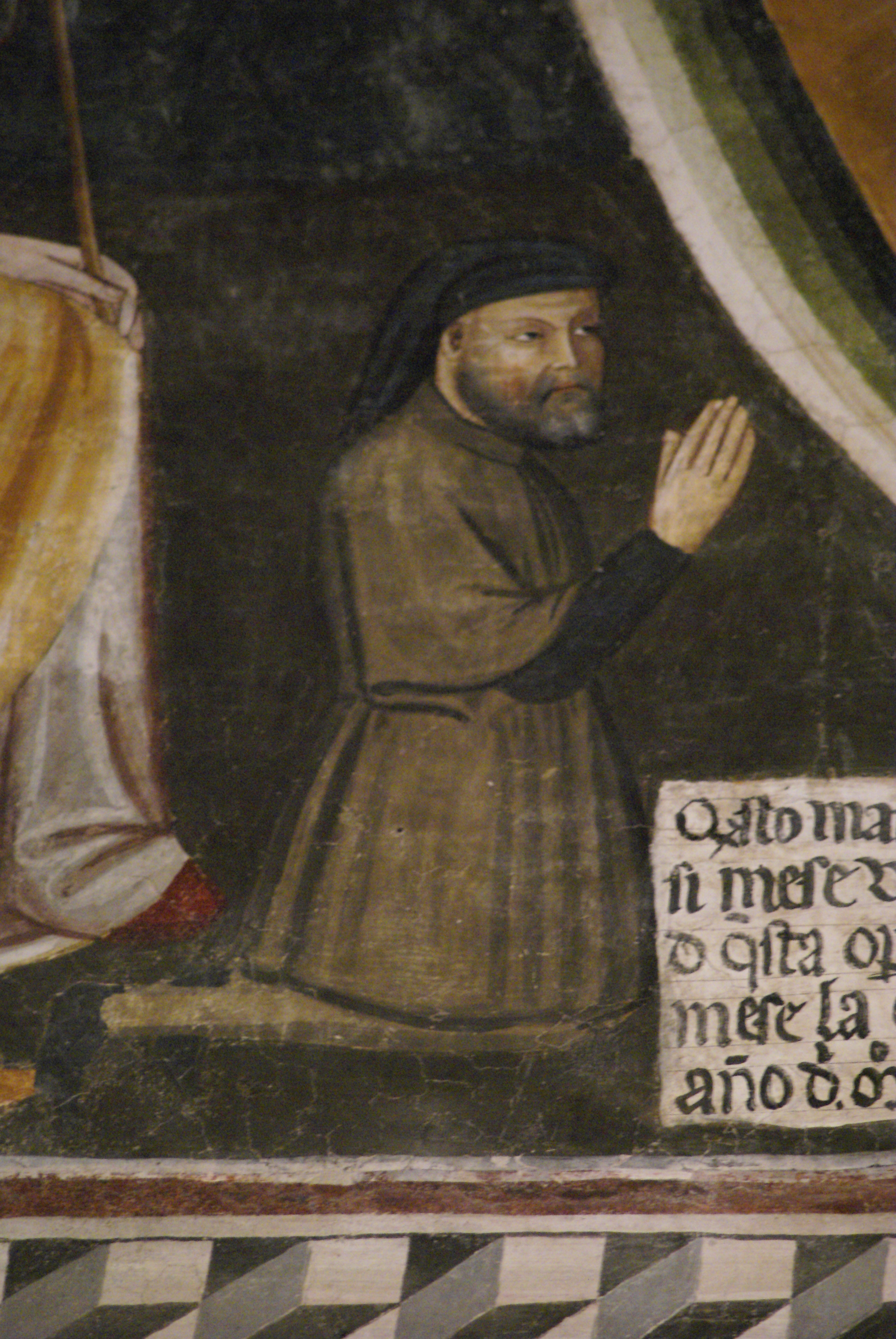
Ritratto di Masello Guerra, 1408, committente degli affreschi

Al di sotto è una grande Crocefissione.

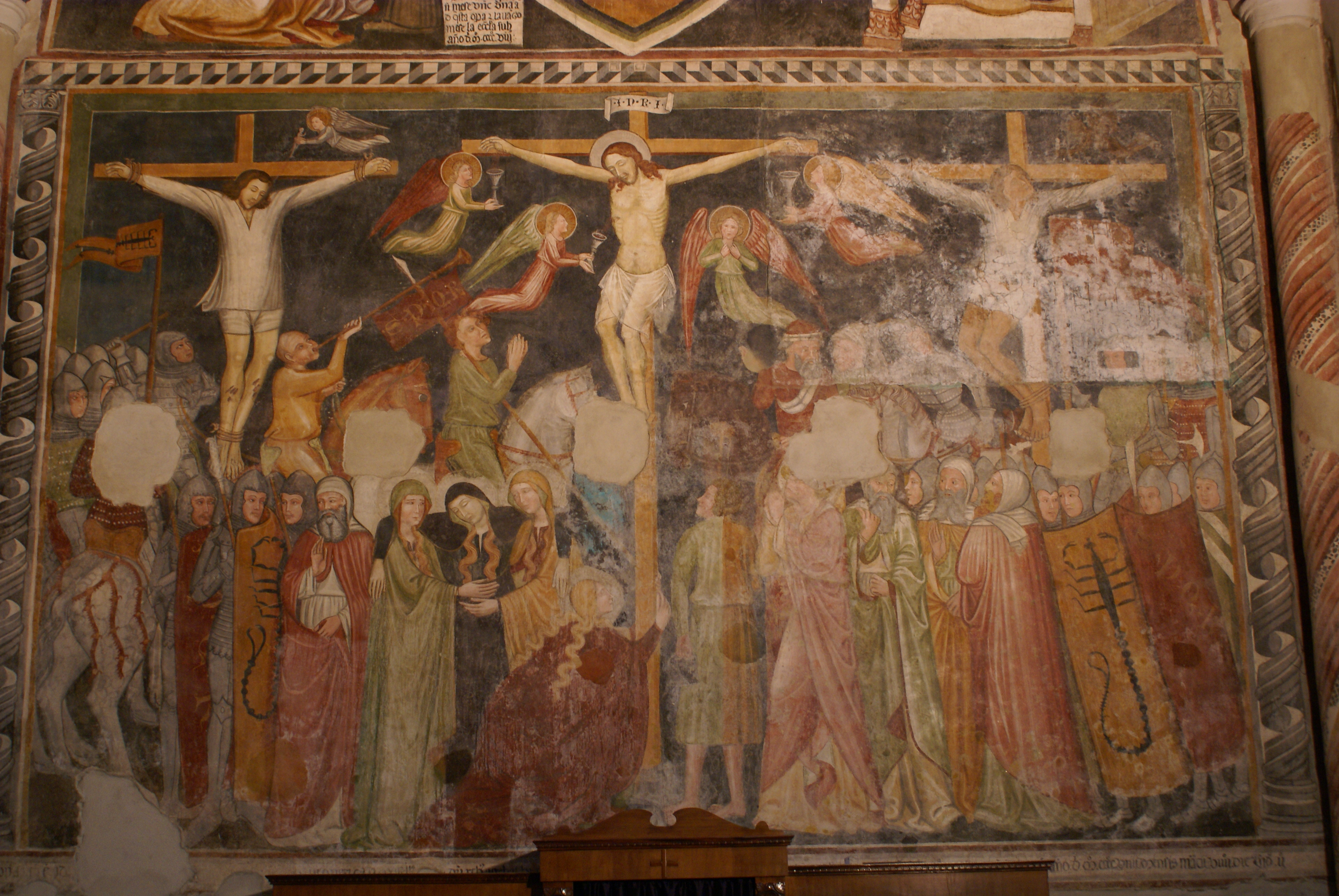
Crocefissione, 1409 (Maestro della Crocefissione di santa Margherita in Maddaloni)

La volta della cappella è a crociera su archi gotici che formano costoloni. Le unghie sono ricoperte con affreschi raffiguranti i quattro Evangelisti e i quattro maggiori Dottori della Chiesa, anch'essi realizzati nel primo intervento di decorazione. Volta e pareti sono oggi attribuite ad un anonimo pittore attivo tra l'altro a Sant'Agata de' Goti (nel Giudizio Universale della chiesa dell'Annunziata), convenzionalmente chiamato "Maestro della Crocefissione di santa Margherita di Maddaloni", proprio da quest'opera che è ritenuta tra le sue quella più significativa per individuarne lo stile.
I peducci della volta furono restaurati e firmati da Nicola da Caserta.

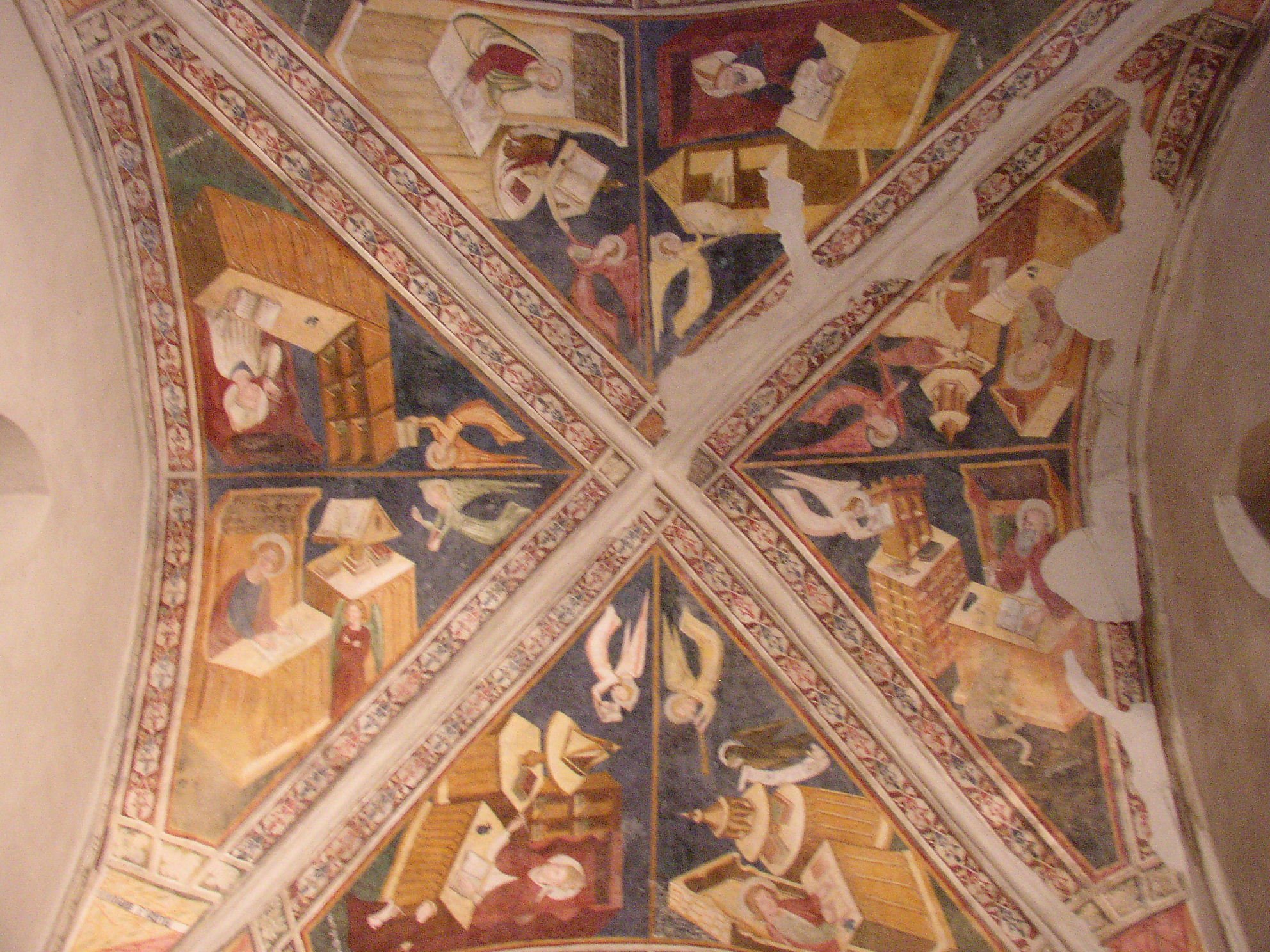
Affreschi della volta della cappella di san Leonardo

La parete sinistra reca un tabellone dipinto in alto con tre ritratti raffiguranti papa Eugenio IV tra due cardinali; le pergamene dipinte che essi reggono trascrivono le indulgenze concesse alla cappella che risulta da qui dedicata a san Leonardo.

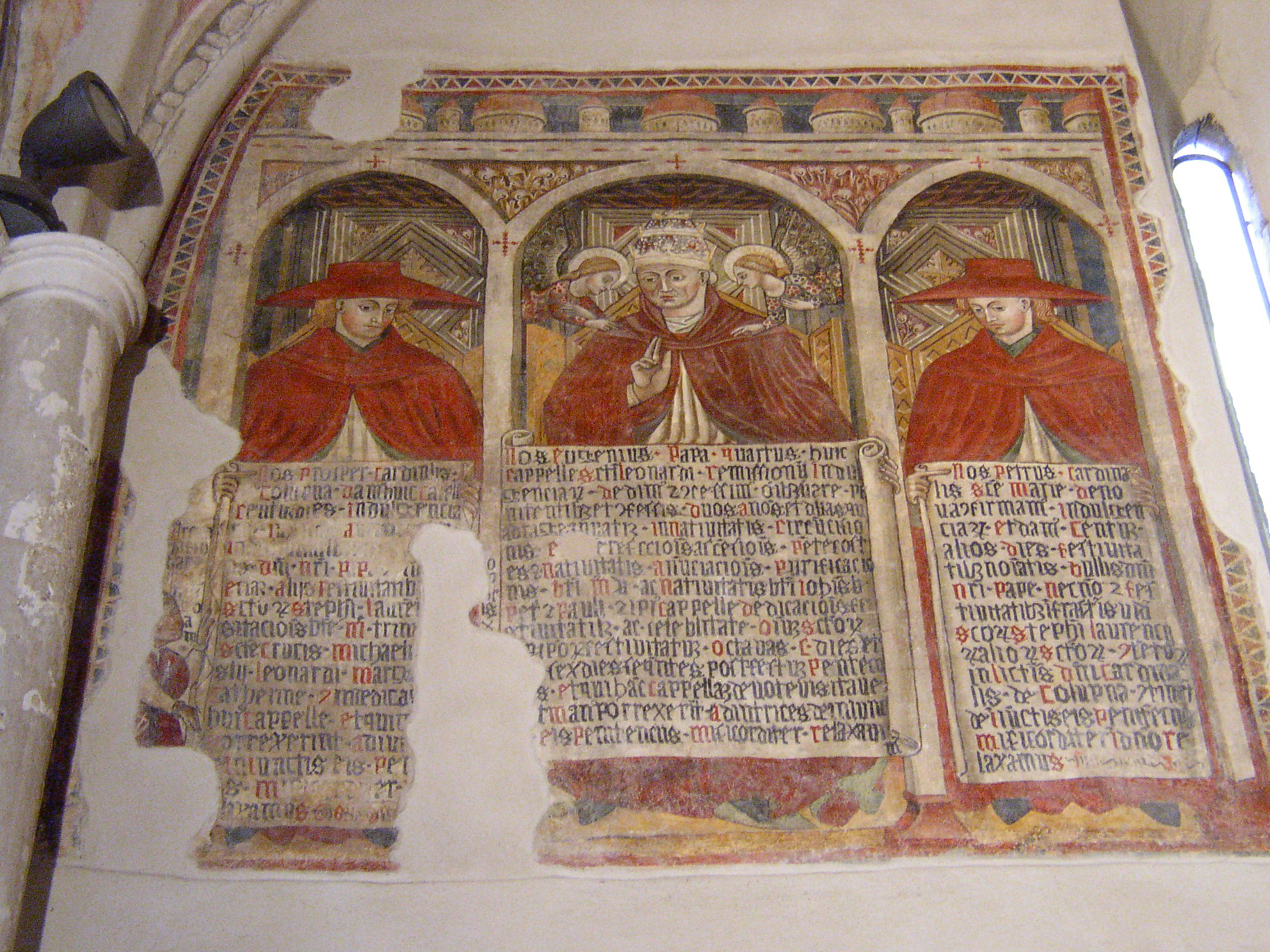
Affresco con papa Eugenio IV e due cardinali, opera di Nicola da Caserta

Al di sotto è una piccola nicchia sulla cui parete di fondo è affrescata una Santa Messa (secondo un soggetto ad oggi non accertato e ancora dibattuto) e, sulle pareti laterali, sinistra san Lorenzo e a destra san Leonardo. Anche questi affreschi sono stati ricondotti all'attività di Nicola da Caserta.

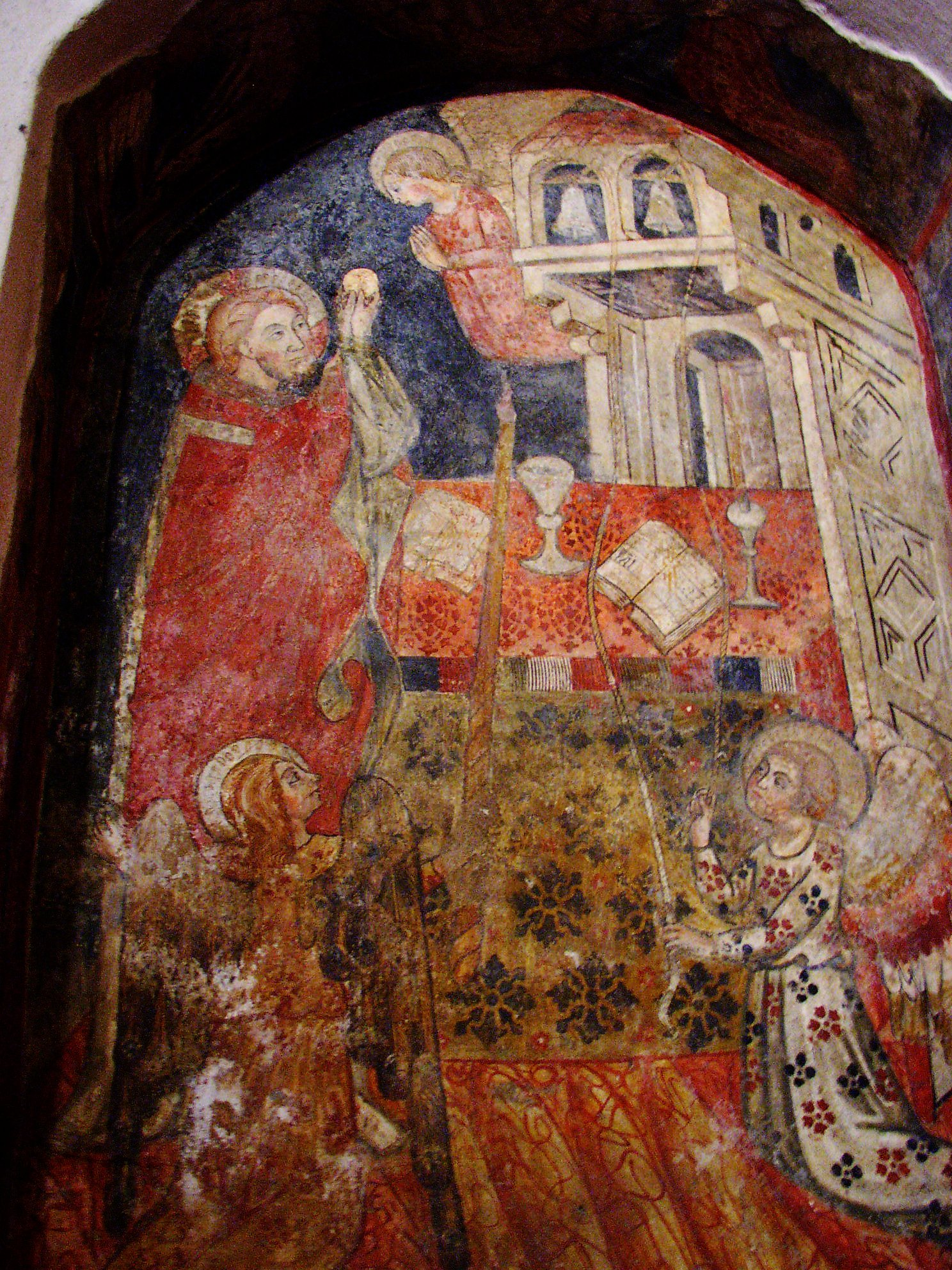
Affresco con la Santa Messa, opera di Nicola da Caserta

Sulla parete destra della cappella è un affresco frammentario che raffigura un Crocifissione con la Vergine Maria a sinistra e San Giovanni evangelista a destra, realizzato nel secolo 1300..

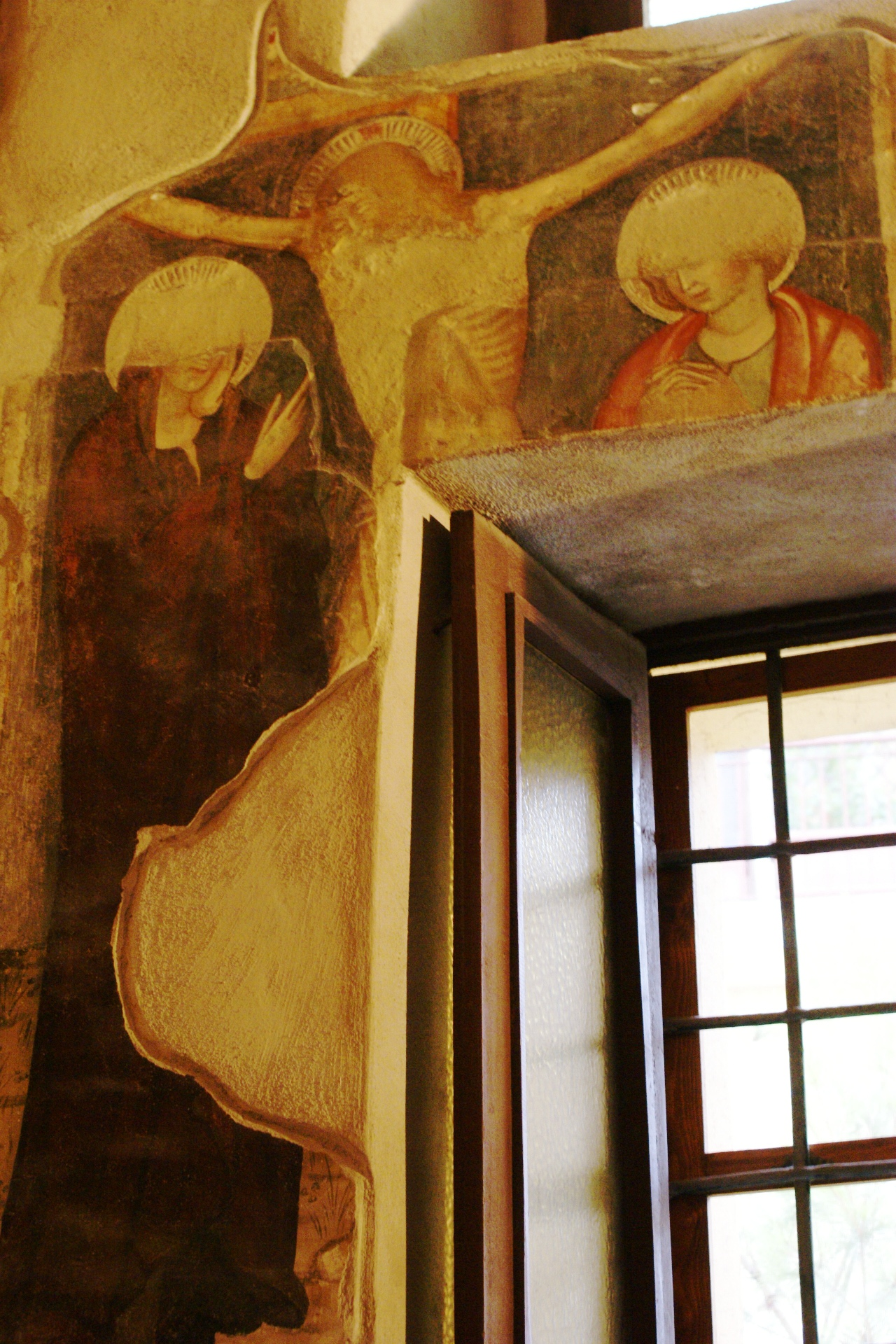
Crocefissione anonima (secolo 14°)

## Altre opere d’arte
Sopravvivono solo alcune delle opere presenti ancora intorno al 1860 e citate da de Sivo. Sulla parete a sinistra di chi entra è la tela barocca con cornice coeva raffigurante san Giuseppe. Segue la grande "cona" costituita da una macchina lignea in parte dorata che funge da cornice.

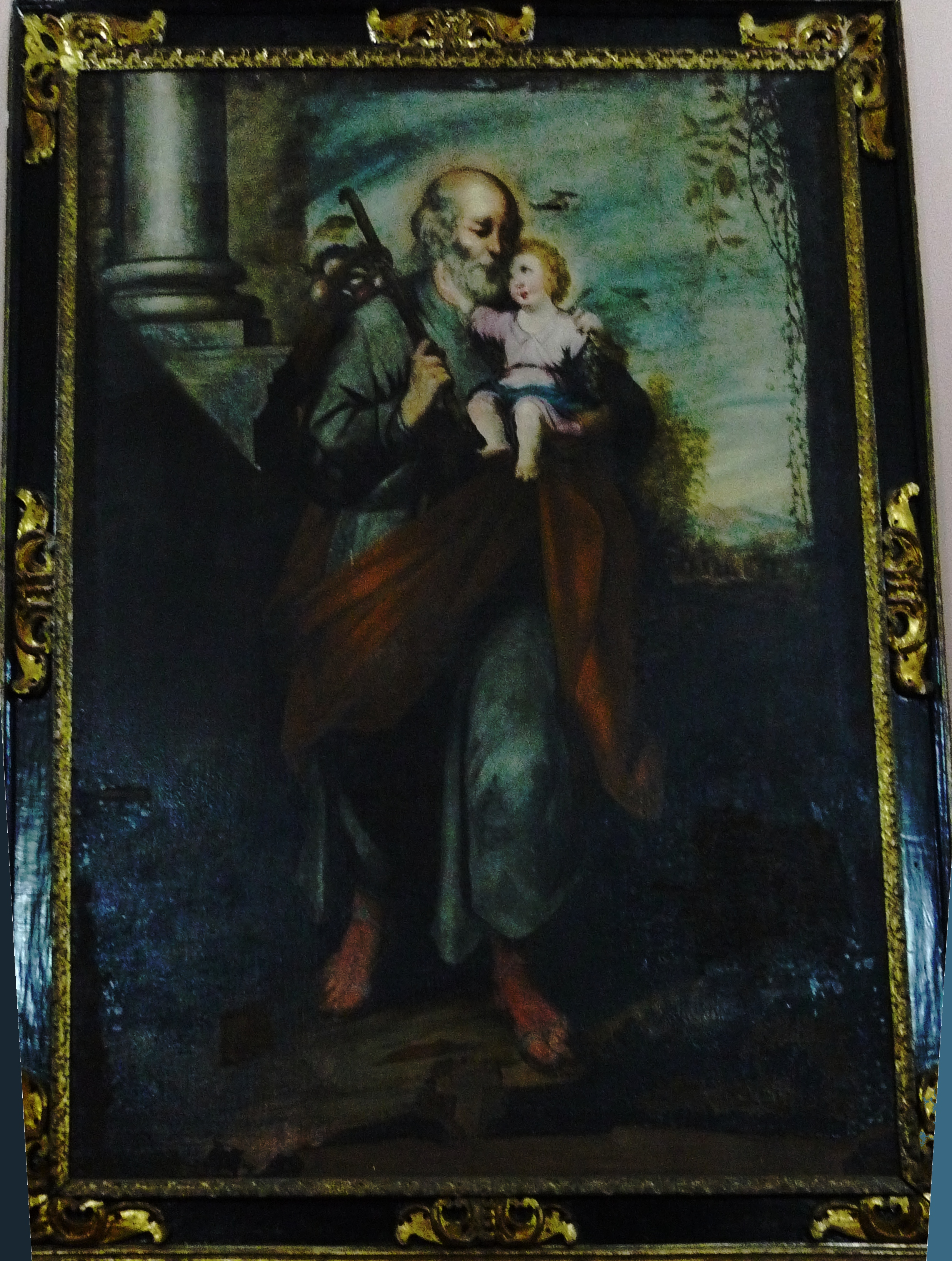
Tela con san Giuseppe

All'interno della cornice sono la tela raffigurante la Madonna del Rosario e santi con le anime del Purgatorio, voluta da Salvatore Airola e Camilla di Errico e datata 1648. L'opera fu realizzata da Giovan Angelo Patenostro, pittore di Pontelandolfo.
La tela centrale è in corniciata da 15 quadretti dei Misteri del Rosario e sovrasta una predella raffigurante la predica di San Domenico.

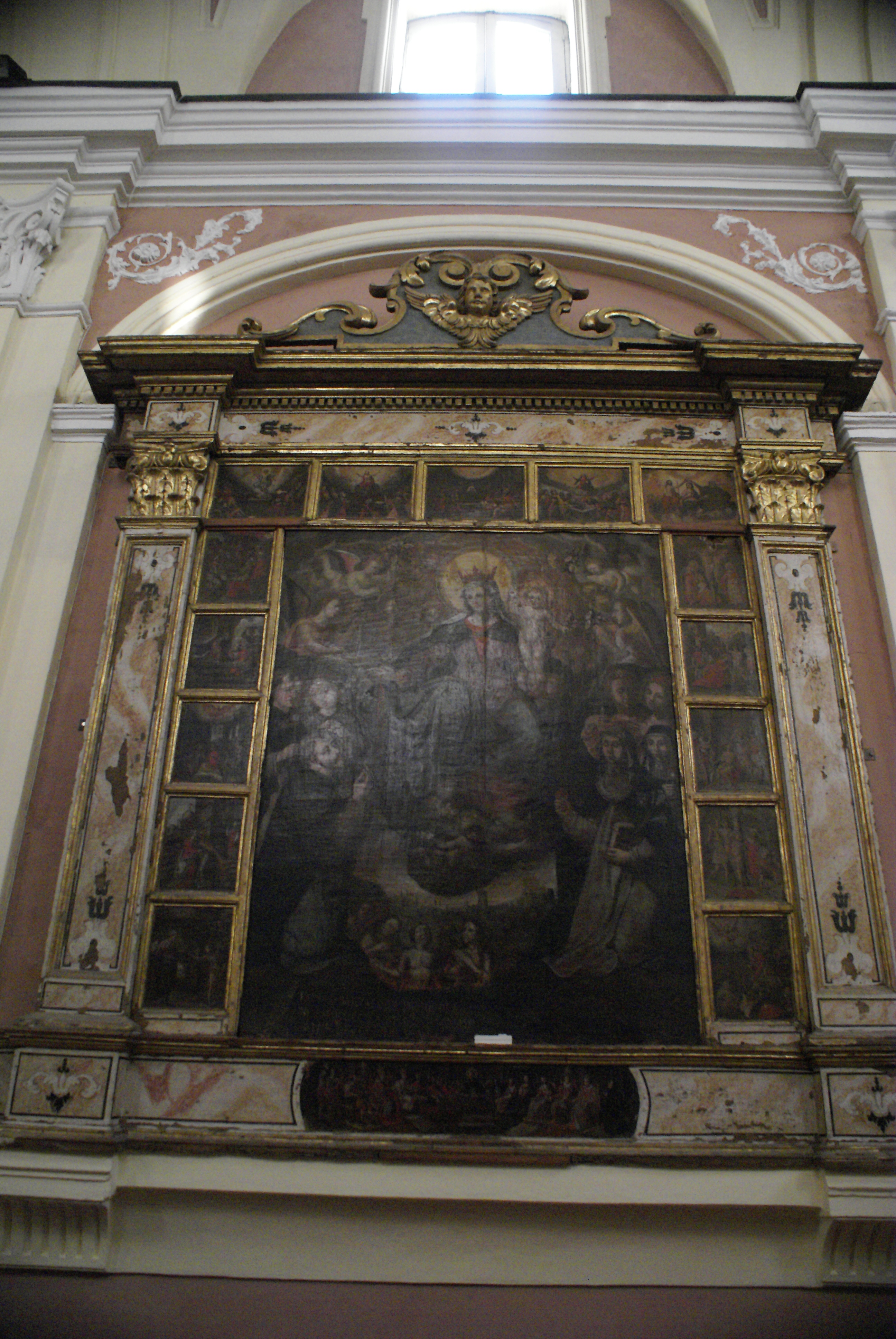
Tela con Madonna del Rosario, opera di Giovan Angelo Patenostro, 1648

La tela sull'attuale parete di fondo dell’altare maggiore raffigura santa Margherita col drago secondo de Sivo giunse dalla chiesa di san Pietro è attribuita a Pompeo Landulfo.

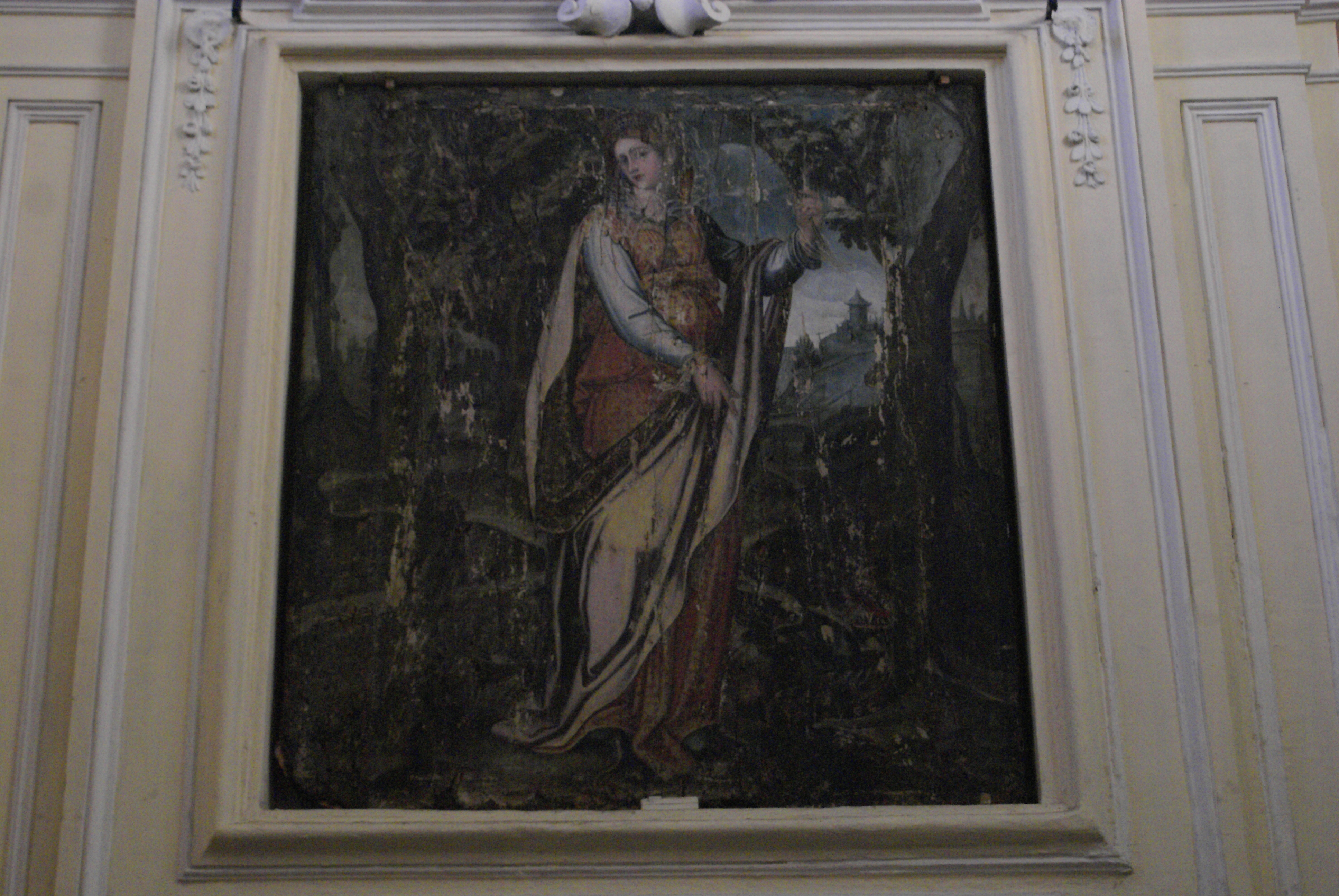
Dipinto di Pompeo Landulfo

Una tela settecentesca con san Giovanni Battista è sulla parete destra dell'altare maggiore.